# Gorleston-on-Sea
Gorleston-on-Sea är en ort i distriktet Great Yarmouth i Storbritannien. Den ligger i grevskapet Norfolk och riksdelen England, i den sydöstra delen av landet, 170 km nordost om huvudstaden London. Gorleston-on-Sea ligger 4 meter över havet och antalet invånare är 5 882. Gorleston var en civil parish fram till 1974 när blev den en del av Great Yarmouth unparished area. Civil parish hade 24 984 invånare år 1951. Byn nämndes i Domedagsboken (Domesday Book) år 1086, och kallades då Gorlestuna.
Terrängen runt Gorleston-on-Sea är mycket platt. Havet är nära Gorleston-on-Sea österut.  Närmaste större samhälle är Great Yarmouth, 3,9 km norr om Gorleston-on-Sea. Runt Gorleston-on-Sea är det i huvudsak tätbebyggt.